# Csigatészta

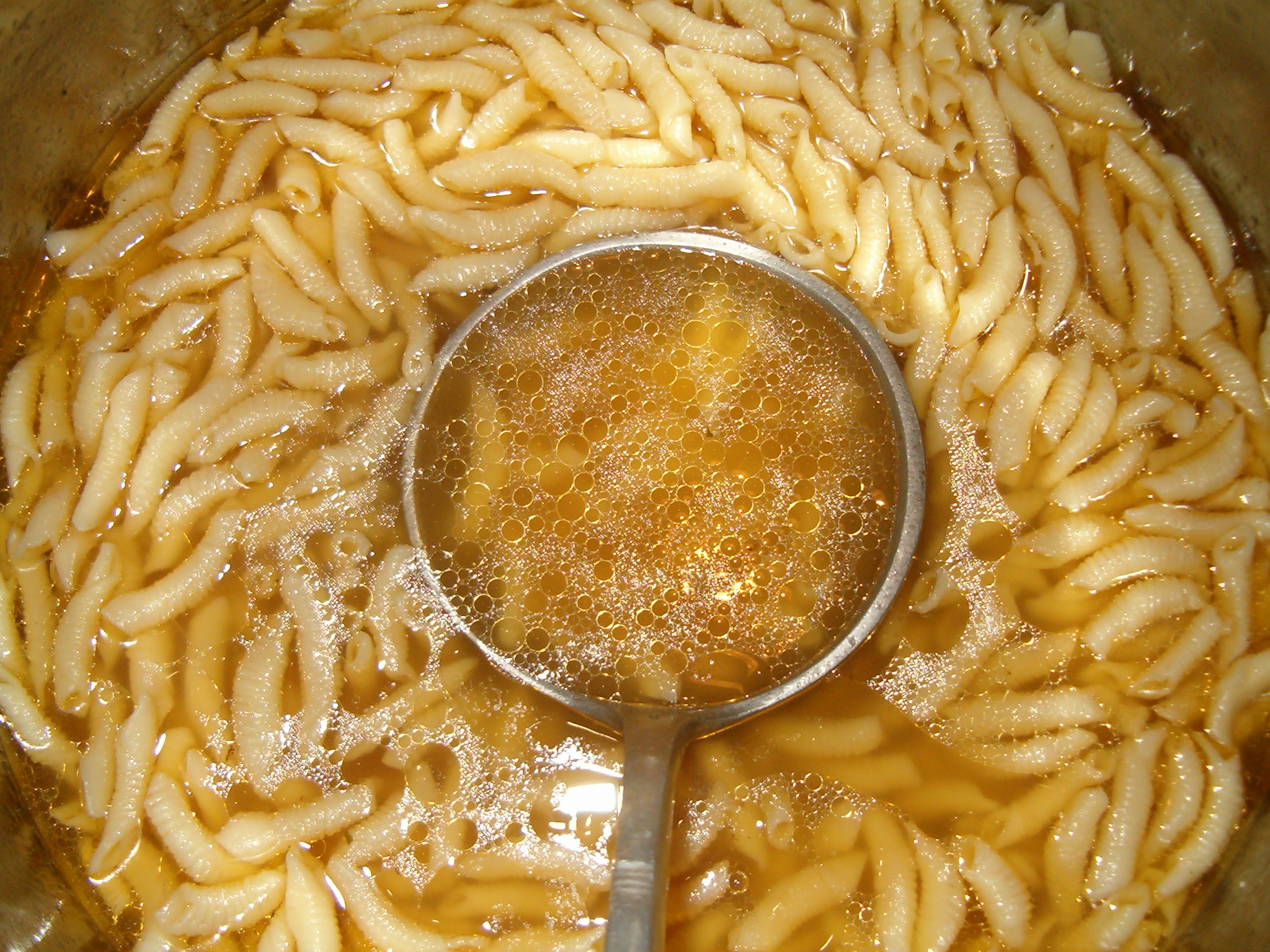
csigatészta-leves

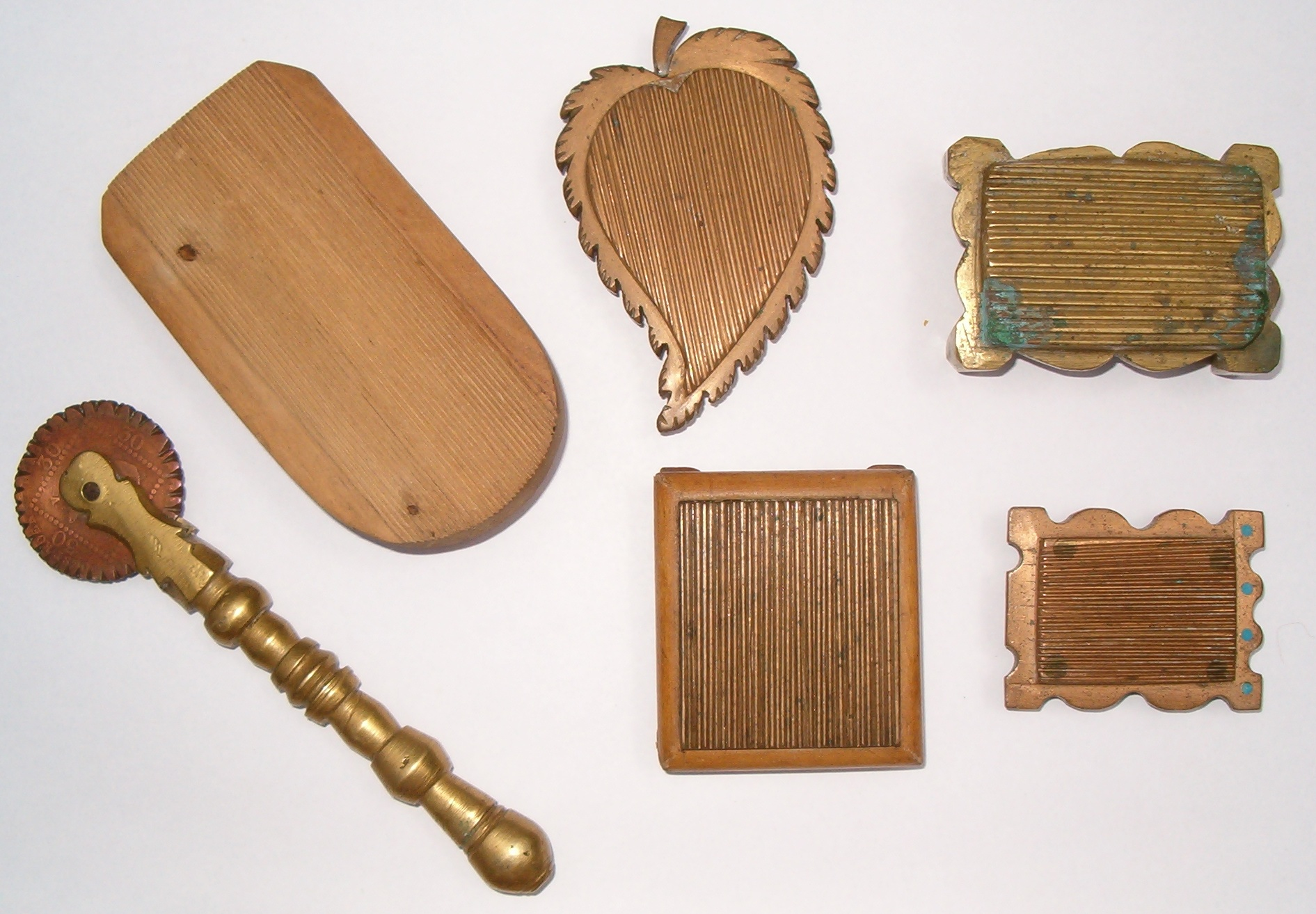
a csigatészta készítésének segédeszközei

A csigatészta tojásból és lisztből készített levesbetét. Elengedhetetlen hozzávalója a magyaros tyúkhúslevesnek (csigalevesnek).

## Készítése
Fél kg lisztet deszkára kell tenni, a közepébe lyukat kell kotorni, és abba egész tojásokat kell kiüríteni, lehet egy kevés vízzel is szaporítani, de minél tojásosabb a levesbe való tészta, annál jobb.
A tojással a lisztet össze kell egyenlíteni, és azután jól meg kell gyúrni, úgy, hogy a tészta szép sima legyen és olyan keménységű, amelyet a nyújtófával kissé nehezen, de mégis el lehessen nyújtani.
Fél liter lisztből két darabba szakítsuk a tésztát, azután nyújtsuk ki szép vékony levelekbe, először csak az egyik tésztát kell kinyújtani, mert amíg a csigát készítjük, egészen elszáradna a kinyújtott tészta; míg az egyik tésztát elkészítjük, a másikat fedjük be egy tállal a kinyújtásig.
A csigakészítésnél gyorsan kell eljárni, mert rendkívül hamar elszárad, és akkor lehetetlen csigának sodorni.
Az egész kinyújtott levél tésztát nyújtódeszkára terítsük ki, és vagdaljuk fel kockákra. Ha apró csigát akarunk készíteni, kisebb kockákra szabjuk fel a tésztát, ha kevesebb az idő e nehéz és szaporátlan munkához nagyobb kockákba is lehet vagdalni.
Egy darab úgynevezett „bordát” kell valami takácsmester embertől venni; mert csak ezen lehet csigát készíteni – egy orsót vagy egy írótoll-forma tiszta fehér fapálcikát szerezzünk még e célra. Ha ez a két szerszám megvan, a bordára tegyünk egy kocka tésztát, és azt a szegletnél kezdve sodorjuk a fapálcika végére, de egyúttal nyomjuk jól a bordához a tésztás pálcikát, mert csak így lesz a tészta szép recés, csak így ragad össze és csak így alakul szép kis kürtő formába. Aki gyors, ügyes kezű, egy óra alatt el tud készíteni néhány egyén számára levesbe való csigatésztát. Ez igen jó régi magyar étel tyúkhúslevesbe téve.
A vajdasági református közösségekben a csigatésztához szükséges kellékek aránya mindig 1 kg liszthez 10 házi tyúktojás. Vizet és sót nem ajánlatos belekeverni.

## Csigatészta készítése Vajdaságban
A szerbiai Vajdaságban csak a XVIII. század végén letelepedett református falvakban készítenek csigatésztát. Ezek a falvak Bácskossuthfalva, Pacsér, Bácsfeketehegy, Piros, Magyarittabé és Torontálvásárhely. A nyelvjárás változékonysága szerint a csigatészta-készítést Magyarittabén "csigapédrís"-nek, míg Torontálvásárhelyen "csigapödrés"-nek nevezik. A felsorolt vajdasági református falvakban mindenhol sarkáról pedrik a csigatésztát, de Torontálvásárhelyen széliről. Ez azt jelenti, hogy az 1,5 x 1,5 cm-es négyzetre szabott tésztát lehet a sarkától is és a szélétől is "pederni".
A magyarittabeiek a csigatészta-készítéshez régi szövőszékek bordázatát használták. Ezek fonással fapálcikák közé erősített hasított nádszálak voltak.

## Hagyományok
A csigatészta készítése jellegzetes társas munka, amikor 100-150 levél tésztát is meggyúrtak, majd csigává formáztak, ami a tyúkhúslevesbe került a lakodalmi asztalon. A csigatészta nem hiányozhatott az alföldi lakodalmak étrendjéből.
A csigatészta elkészítése fontos része volt a menyegzői előkészületeknek. A „csigacsinálót” („csigapergetőt”, „csigavégtaposást”) általában az esküvő előtt rendezték meg. A rokon és a szomszéd asszonyokat mind meghívták segíteni és a munkacsoporton belül rendben haladt. A nők egy része a tésztát gyúrta, néhányan nyújtották és darabolták, a legidőigényesebb munka maga a csiga megpödrése volt. A tésztát kis méretű kockákra vágták, az orsók segítségével egy mozdulattal perdítették végig azt a bordázott, míves csigacsinálókon, majd ejtették a tálba, az ujjukkal az íróról letolva.
Az Alföldön a csiga készítéséhez fából, kerámiából, fémből, szaruból készültek a csigacsinálók. Az első datált darab 1782-es, Debrecenből származik. Népi díszítőművészetünk sajátos darabjai, s ránk maradt darabjaik a tiszántúli nép táplálkozási hagyományának hírmondói. Ezek az ékrovással, rostákkal, vésett és karcolt díszekkel, növényi ornamensekkel, madár- és emberábrázolásokkal ékesített csigacsinálók általában szerelmi ajándékok voltak, néha „emlék” felirattal. A csigacsinálók igényes, míves megformálása hangsúlyozna e tárgyak szerelmi ajándék funkcióját. A csigacsináláskor közös asztalnál dolgoztak a barátnők, rokonok, így mindenki megcsodálhatta a változatos szív, virág, asszony formájú csigacsinálókat.
A szép csiga dicséri a háziasszonyt, s hogy szép sárga legyen sok tojást gyúrtak a tésztába, a csigák mérete és formája helyenként változó. A csigapergetés során a háziak süteménnyel, borral kínálhatták a „csigázókat”, sokhelyütt vacsorát is kaptak. A tésztakészítés énekléssel, beszélgetéssel telt, pletykákkal, mesékkel, rémtörténetekkel múlatták az időt. Ez az alkalom a fiatal lányok számára a felnőtté válás egyik fontos színtere volt, itt sokat tanultak az idősebbektől, többek közt az ételek elkészítésének módját is. A munka végére megjelentek a férfiak, legények is, néha zenészeket is hoztak, s a munka lezárásaként mulatoztak, táncoltak, „eltaposták a csigát”, „betaposták a csiga végét” mondták a Hajdúságban.